# 小島悠理
小島 悠理（こじま ゆうり、1965年6月16日 - ）は、日本の女性声優。フリーランスで活動。東京都出身。

## 人物
過去にはアーツビジョンに所属していた。

## 出演作品

### テレビアニメ
1986年
- Oh!ファミリー（女生徒）

1987年
- ウルトラB（レポーター）

1988年
- それいけ!アンパンマン（うさぎB、マイマイの子供たち（A）〈初代〉、ネコ美、つみれくん〈初代〉、みずたまの精（C）〈2代目〉）

1990年
- ドラゴンクエスト（ギャル、カンナ）
- RPG伝説ヘポイ（街の女B、ハナシズ樹）

1991年
- おちゃめなふたご クレア学院物語（5年生）
- おにいさまへ…（上級生A、生徒C）
- きんぎょ注意報!（女生徒B）
- ゲンジ通信あげだま（女B、生徒）
- 絶対無敵ライジンオー（倉林あや）
- ちいさなおばけアッチ・コッチ・ソッチ（茜ちゃん）

1992年
- クレヨンしんちゃん（バーガー屋(第2話、1992年4月20日)、OL、朝霞りえ、店員、なみさん、女性A、男の子、案内嬢、キャスター、女店員、女性）
- フランダースの犬 ぼくのパトラッシュ（カゴ屋のおかみ、召使い）

1996年
- 勇者指令ダグオン（女子生徒）

### OVA
1988年
- エースをねらえ!2（1988年、女子係員）

1992年
- なんぼのもんじゃい!ヤンキー愚連隊

1993年
- ポチャッコのにんじん畑は大騒ぎ（ピーちゃんズ）

1995年
- ミネルバの剣士 第1巻・邂逅の章（フィナ）
- 未来超獣FOBIA（原知可子）

### 劇場アニメ
- それいけ!アンパンマン ゆうれい船をやっつけろ!!（1995年、ネコ美）

### 吹き替え
- アライバル/侵略者（1996年）※VHS版

### オリジナルビデオ
1990年
- TOKYO CITY めるへん（監督：村石宏實）

1991年
- VOICE（監督：諸沢利彦）

1993年
- サイレントメビウス外伝 幕末闇婦始末記（監督：河崎実）